# Primera Liga de Eslovenia 2008-09
La PrvaLiga de Eslovenia 2008-09 (también conocida como 1. SNL, en español: Primera Liga de Eslovenia) fue la 18.ª edición de la máxima categoría del fútbol esloveno.
La liga se llama oficialmente PrvaLiga Telekom Slovenije por motivos de patrocinio. Inició el 19 de julio de 2008 y finalizó el 23 de mayo de 2009.

## Equipos participantes
| Club          | Localización | Estadio            | Capacidad |
| ------------- | ------------ | ------------------ | --------- |
| Celje         | Celje        | Arena Petrol       | 13.006    |
| Domžale       | Domžale      | Športni Park       | 2.813     |
| Drava Ptuj    | Ptuj         | Mestni Štadion     | 2.200     |
| Gorica        | Nova Gorica  | Športni Park       | 3.066     |
| Interblock    | Liubliana    | ŽŠD Stadion        | 5.000     |
| Koper         | Koper        | Estadio Bonifika   | 4.500     |
| Maribor       | Maribor      | Ljudski vrt        | 12.435    |
| Nafta Lendava | Lendava      | Mestni Stadion     | 2.030     |
| Primorje      | Ajdovščina   | Estadio Ajdovščina | 3.000     |
| Rudar Velenje | Velenje      | Ob Jezeru          | 2.500     |

## Tabla de posiciones
|    | Equipo               | Pts | PJ | PG | PE | PP | GF | GC |
| -- | -------------------- | --- | -- | -- | -- | -- | -- | -- |
| 1  | Maribor              | 63  | 36 | 17 | 12 | 7  | 62 | 44 |
| 2  | Hit Gorica           | 56  | 36 | 17 | 5  | 14 | 60 | 55 |
| 3  | Rudar Velenje        | 55  | 36 | 16 | 7  | 13 | 44 | 39 |
| 4  | MIK CM Celje         | 53  | 36 | 15 | 8  | 13 | 48 | 39 |
| 5  | Domžale              | 50  | 36 | 12 | 14 | 10 | 44 | 40 |
| 6  | Interblock Ljubljana | 47  | 36 | 13 | 8  | 15 | 52 | 51 |
| 7  | Nafta Lendava        | 43  | 36 | 11 | 10 | 15 | 36 | 52 |
| 8  | Luka Koper           | 42  | 36 | 10 | 12 | 14 | 39 | 47 |
| 9  | Labod Drava Ptuj     | 42  | 36 | 12 | 6  | 18 | 47 | 53 |
| 10 | Primorje             | 41  | 36 | 9  | 14 | 13 | 36 | 48 |

Pts = Puntos; PJ = Partidos jugados; PG = Partidos ganados; PE = Partidos empatados; PP = Partidos perdidos; GF = Goles anotados; GC = Goles recibidos
|  | Clasificado a la segunda fase previa de la Liga de Campeones de la UEFA 2009-10                                               |
|  | Clasificado a la segunda fase previa de la Liga Europea de la UEFA 2009-10                                                    |
|  | Clasificado a la primera fase previa de la de la Liga Europea de la UEFA 2009-10                                              |
|  | Clasificado a la tercera fase previa de la de la Liga Europea de la UEFA 2009-10 como campeón de la Copa de Eslovenia 2008/09 |
|  | Play-offs de descenso |
|  | Descenso a la 2. SNL |

| Bandera de Eslovenia         |
| Campeón NK Maribor 8° título |

## Play-offs de descenso
|                  | Resultado |                  | Lugar y fecha                 |  |
| ---------------- | --------- | ---------------- | ----------------------------- |  |
| NK Aluminij      | 3-2       | Labod Drava Ptuj | Kidričevo, 31 de mayo de 2009 |  |
| Labod Drava Ptuj | 7-0       | NK Aluminij      | Ptuj, 7 de junio de 2009      |  |

Labod Drava Ptuj permanece en la Prva SNL.

## Goleadores
17 goles
- Etien Velikonja (Gorica)

15 goles
- Marcos Tavares (Maribor)

13 goles
- Edin Junuzović (Rudar Velenje)
- Dario Zahora (Interblock)

11 goles
- Darijo Biščan (Celje)
- Jože Benko (Domžale)

10 goles
- Dalibor Volaš (Maribor)
- Milan Osterc (Gorica)

9 goles
- Nedzbedin Selimi (Primorje)
- Josip Iličić (Interblock)

Última actualización: 20 de mayo de 2009
Fuente: www.prva-liga.net (en esloveno)